# Vịnh Cádiz

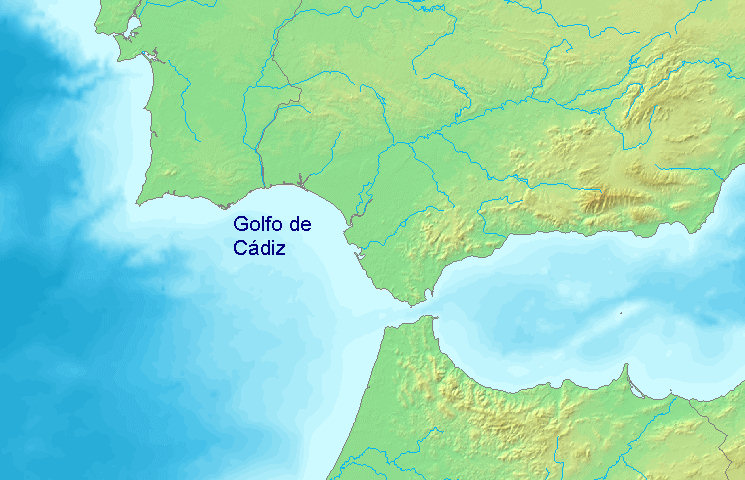
Vị trí Vịnh Cádiz

Vịnh Cádiz (tiếng Tây Ban Nha: Golfo de Cádiz) là một vùng nước của Đại Tây Dương giữa Cape St. Vincent (Cabo de São Vicente) ở Bồ Đào Nha và Cape Trafalgar (Cabo Trafalgar) ở Tây Ban Nha tại đầu phía tây của eo biển Gibraltar. 
Ranh giới phía bắc của vịnh này ở vĩ tuyến 37°, ở phía nam bởi vĩ tuyến 34° và giữa các kinh tuyến 6° và 9° đông.
Hai sông lớn chảy vào vịnh này là sông Guadalquivir và sông Guadiana, cũng như nhiều sông nhỏ khác như sông Odiel, Tinto và sông Guadalete.